# مت بسر
مت بسر (انگلیسی: Matt Besser؛ زادهٔ ۲۲ سپتامبر ۱۹۶۷) بازیگر، کمدین، تهیه‌کننده و نویسنده اهل ایالات متحده آمریکا است.
از فیلم‌ها یا برنامه‌های تلویزیونی که وی در آن نقش داشته‌است می‌توان به آشنایی با مادر، فردا شب اشاره کرد.